# Liste der französischen Kofürsten von Andorra
Dies ist eine Liste der französischen Kofürsten von Andorra. Für eine Liste der spanischen Kofürsten von Andorra siehe Liste der Bischöfe von Urgell. 

## Grafen von Foix
- 1278–1302 Roger Bernard III. (erster Kofürst von Andorra)
- 1302–1315 Gaston I.
- 1315–1343 Gaston II.
- 1343–1391 Gaston III.
- 1391–1396 Matthias
- 1396 Andorra wird von Aragón annektiert
- 1396–1398 Matthias
- 1398–1412 Isabella

## Haus Grailly (Grafen von Foix/Könige von Navarra)
- 1398–1412 Archibald
- 1412–1436 Johann I.
- 1436–1472 Gaston IV.
- 1472–1483 Franz von Navarra (erster Kofürst von Andorra, der auch König von Navarra ist)
- 1483–1512 Katharina von Navarra
- 1512–1513 Andorra wird von Aragón annektiert
- 1512–1517 Katharina von Navarra

## Haus Albret (Könige von Navarra)
- 1512–1516 Johann II.
- 1516–1555 Heinrich II.
- 1555–1572 Johanna III.

## Haus Bourbon (Könige von Navarra/Frankreich und Navarra)
- 1555–1562 Anton von Bourbon
- 1562–1610 Heinrich III. von Navarra (als Heinrich IV. erster König von Frankreich unter den französischen Kofürsten)
- 1610–1643 Ludwig XIII.
- 1643–1715 Ludwig XIV.
- 1715–1774 Ludwig XV.
- 1774–1792 Ludwig XVI.

## Erste Französische Republik
Nicht genau bestimmbar, da es kein formelles Oberhaupt des Staates gab (siehe Liste der Staatsoberhäupter Frankreichs/Erste Republik).

## Haus Bonaparte
- 1804–1814 Napoleon I.

## Haus Bourbon
- 1814–1815 Ludwig XVIII.

## Haus Bonaparte
- 1815 Napoleon I.
- 1815 Napoleon II.

## Haus Bourbon
- 1815–1824 Ludwig XVIII.
- 1824–1830 Karl X.
- 1830–1848 Ludwig Philipp

## Zweite Französische Republik
- 1848–1852 Napoleon III.

## Haus Bonaparte
- 1852–1870 Napoleon III.

## Präsidenten von Frankreich,Dritte Französische Republik
- 1871–1873 Adolphe Thiers
- 1873–1879 Patrice Edme Graf von MacMahon
- 1879–1887 Jules Grévy
- 1887–1894 Marie François Sadi Carnot
- 1894–1895 Jean Casimir-Perier
- 1895–1899 Félix Faure
- 1899–1906 Émile Loubet
- 1906–1913 Clément Armand Fallières
- 1913–1920 Raymond Poincaré
- 1920 Paul Deschanel
- 1920–1924 Alexandre Millerand
- 1924–1931 Gaston Doumergue
- 1931–1932 Paul Doumer
- 1932–1940 Albert Lebrun

## Vichy-Regime
- 1940–1944 Philippe Pétain

## Provisorische Regierung
- 1944–1946 Charles de Gaulle
- 1946 Félix Gouin
- 1946–1947 Georges Bidault

## Vierte Französische Republik
- 1947–1954 Vincent Auriol
- 1954–1959 René Coty

## Fünfte Französische Republik
- 1959–1969 Charles de Gaulle
- 1969–1974 Georges Pompidou
- 1974–1981 Valéry Giscard d’Estaing
- 1981–1995 François Mitterrand
- 1995–2007 Jacques Chirac
- 2007–2012 Nicolas Sarkozy
- 2012–2017 François Hollande
- seit 2017 Emmanuel Macron